# Nollmodemkabel

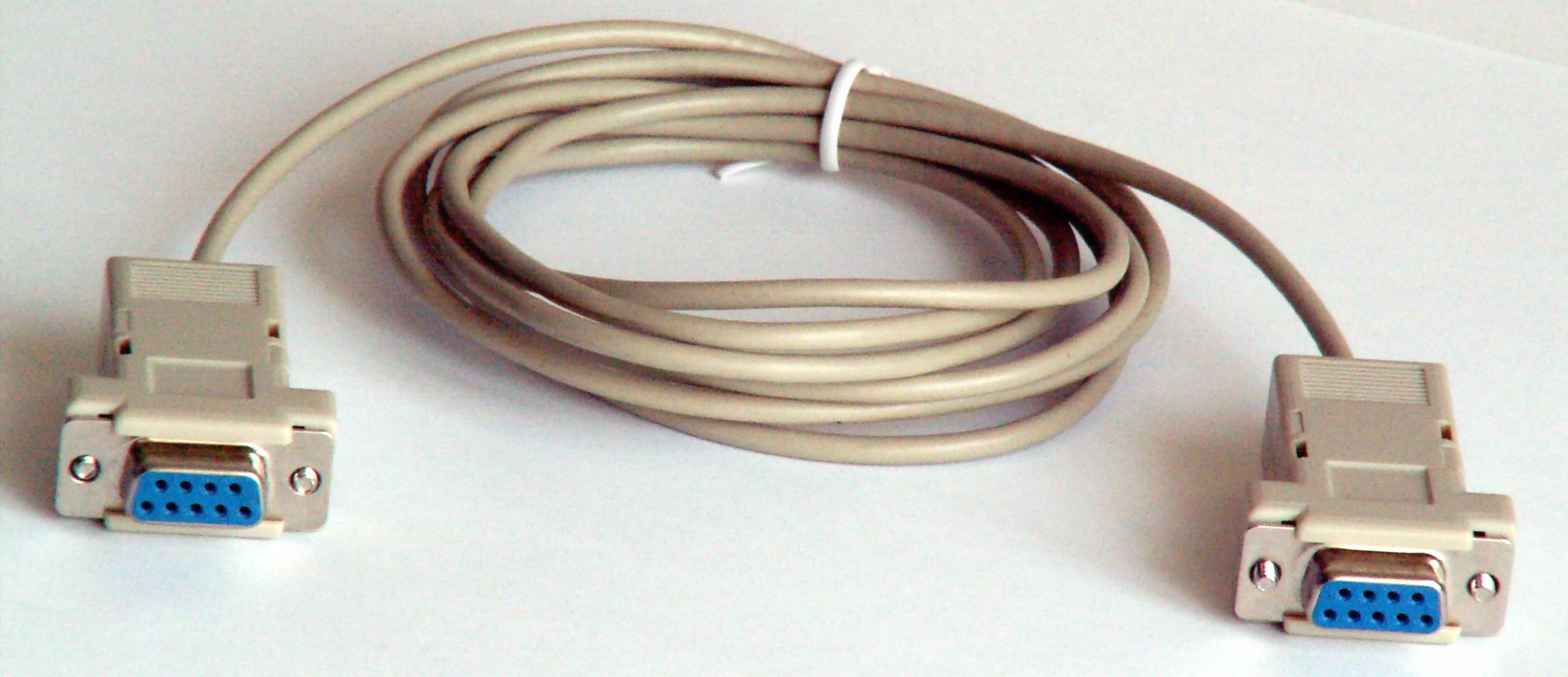
En nollmodemkabel

En nollmodemkabel, ibland kallad crossover, är en kabel med vars hjälp man kan koppla ihop två datorer direkt, utan att gå via modem eller nätverkshubb. Båda datorerna "tror" att den andra datorn är ett modem/hub.
Rent praktiskt går det till så att man korskopplar kabeln så att varje utgående signal i den ena kontakten kopplas till motsvarande ingående signal i kontakten i kabelns andra ände.
Det finns också kontaktdon med hane på ena sidan och hona på den andra som är nollmodemkopplade. Till dessa kan en vanlig modemkabel användas.
| Kontakt 1 | Kontakt 1                                                                      | Kontakt 2                                                                      | Kontakt 2                                                                      |
| Position  | Benämning                                                                      | Position                                                                       | Benämning                                                                      |
| --------- | ------------------------------------------------------------------------------ | ------------------------------------------------------------------------------ | ------------------------------------------------------------------------------ |
| 1         | Data Carrier detect, båda kontakterna byglas till position 6, på samma kontakt | Data Carrier detect, båda kontakterna byglas till position 6, på samma kontakt | Data Carrier detect, båda kontakterna byglas till position 6, på samma kontakt |
| 2         | Receive Data                                                                   | 3                                                                              | Transmit Data                                                                  |
| 3         | Transmit Data                                                                  | 2                                                                              | Receive Data                                                                   |
| 4         | Data Terminal Ready                                                            | 6 (+1)                                                                         | Data Set Ready (+Data Carrier Detect)                                          |
| 5         | Signal GND (signaljord)                                                        | 5                                                                              | Signal GND (signaljord)                                                        |
| 6 (+1)    | Data Set Ready (+Data Carrier Detect)                                          | 4                                                                              | Data Terminal Ready                                                            |
| 7         | Request To Send                                                                | 8                                                                              | Clear To Send                                                                  |
| 8         | Clear To Send                                                                  | 7                                                                              | Request To Send                                                                |
| 9         | Ring Indicator                                                                 | 9                                                                              | Ring Indicator                                                                 |

| Position kontakt 1 | Position kontakt 2 |
| ------------------ | ------------------ |
| 1                  | 3                  |
| 2                  | 6                  |
| 3                  | 1                  |
| 4                  | 4                  |
| 5                  | 5                  |
| 6                  | 2                  |
| 7                  | 7                  |
| 8                  | 8                  |